# 勝原 (姫路市)
勝原（かつはら）は、兵庫県姫路市南西部の勝原区の各町からなる地区（姫路市の「区」については、姫路市の「区」を参照）。
京見山南麓から山陽本線網干駅付近まで東西へ続く地帯だが、昨今は姫路の近郊住宅地として開発が進んでいる。

## 地理
区東端で広畑区と、南東部で大津区と、南西部で網干区と接する。また、区の北側一帯では揖保郡太子町に面する。
東部は京見山南麓の細長い一帯。南北に走る兵庫県道421号大江島太子線を西へ過ぎた辺りから田園地帯となり、大津茂川が南流する。

## 歴史
地名の出現は古く、『播磨国風土記』によれば、韓の国から渡来した呉勝（くれのすぐり）が居住したことから「すぐり部」と称された、とある。この表現や読みが転じて「かつはら」と呼ばれるようになったという。
戦前までは揖保郡に含まれ「揖保郡勝原村」だったが、終戦間もない1946年（昭和21年）3月、他市町村と共に姫路市と合併した（ラモート合併）。現在勝原区を名乗る地名は、姫路市との合併時に勝原村であった区域の名残である。
区東部では2008年（平成16年）3月15日、JR山陽本線英賀保駅～網干駅間に「はりま勝原駅」が開業した。

## 勝原区内の自然
- 京見山（標高216.1m） 夢前川沿いに北から続く山並みの一角。山頂は広畑区・勝原区・揖保郡太子町の境界になっている。
- 檀特山（標高165.1m） こちらは残丘。ここも山頂で勝原区と揖保郡太子町を分けている。太子町 (兵庫県)#檀特山も参照。
- 朝日山（標高68.0m）
- 大津茂川

## 公共施設

### 郵便局
- 姫路山戸郵便局

### 教育

姫路市立勝原小学校

- 姫路市立勝原小学校

## 史跡
- 瓢塚古墳（国指定史跡）
- 丁古墳群
- 下太田廃寺塔跡（県指定史跡）

## 交通

### 鉄道
- 西日本旅客鉄道（JR西日本）
  - 山陽本線：はりま勝原駅

### バス
- 神姫バス
  - 95系統 姫路駅南口～文化センター・英賀保駅・姫路南高校・大津・勝原小学校前～下太田車庫～下太田住宅
  - 96系統 姫路駅南口～文化センター・英賀保駅・はりま勝原駅・大津～JR網干
  - 製鉄記念広畑病院～山電天満・大津～JR網干

### 道路
- 兵庫県道415号和久今宿線
- 兵庫県道421号大江島太子線

## 地名
- 勝原区熊見
- 勝原区山戸
- 勝原区丁（よろ）
- 勝原区勝山町
- 勝原区勝原町
- 勝原区宮田
- 勝原区朝日谷
- 勝原区大谷
- 勝原区下太田